# 26545 Meganperkins
26545 Meganperkins è un asteroide della fascia principale. Scoperto nel 2000, presenta un'orbita caratterizzata da un semiasse maggiore pari a 2,6227300 UA e da un'eccentricità di 0,1585405, inclinata di 4,08409° rispetto all'eclittica.